# Сочи — Адлер (автодорога)
Автодоро́га Со́чи — А́длер — автодорога, пролегающая по Хостинскому и Адлерскому районам города Сочи (Краснодарский край, Россия). Сокращает время транзитного движения, являясь современным спрямлением старых Новороссийского и Сухумского шоссе.

## Описание
Является составляющей федеральной трассы А147. Начинается от ММЦ «Спутник» и следует до Адлерского вокзала. На север автостраду продолжает Сочинская объездная дорога, Дублёр Курортного проспекта и Агурский виадук, который переходит в главную улицу города — Курортный проспект. Представляет собой современную автодорогу, построенную в советское время, имеющую 4-рядное дорожное полотно (2 ряда в одну и 2 ряда в обратную сторону), многоуровневые развязки. На территории Адлерского района Сочи автодорога пролегает в окружении плотной жилой застройки и имеет наименование Улицы Ленина.

### Составляющие автодороги
- Развязка у ММЦ «Спутник» и Агурский виадук
- Хостинский тоннель
- Развязка у санатория «Мыс Видный»
- Хостинский виадук
- Спуск на Улицу 50 лет СССР
- Спуск на Сухумское шоссе
- Кудепстинский виадук
- Спуск на улицу Дарвина
- Подъём к микрорайону Голубые Дали
- Развязка у Адлерского вокзала

## История
Строительство начато 15 апреля 1972. В этот день зам. министра транспортного строительства СССР Н. И. Литвин, директор Тбилисского филиала Государственного проектного института «Союздорпроект» А. Н. Алимбарашвили и начальник управления Азово-Черноморских автодорог Б. М. Афощенко заложили у молодёжного лагеря «Спутник» аллею магнолий и установили памятную табличку о начале строительства. Автострада построена к 1978 году.